# Mauli
Mauli ist ein animierter Maulwurf, der Anfang 2009 vom deutschen Medienunternehmen Jamba! zur Vermarktung eines seiner Klingeltöne kreiert wurde. Fiktive Heimat der Figur ist ein Golfplatz, unter dem er lebt.
Der als Klingelton komponierte Track Scheiße, ich liebe dich kam am 1. Januar 2009 auf Platz 1 der Klingelton-Charts des Unternehmens und verkaufte zeitweise sechsmal so viel wie der nachfolgende Ton.
Analog zu anderen seiner Klingeltonfiguren wie Crazy Frog, Schnuffel, Muffel, Wolki oder Eddy Bär veröffentlichte Jamba! am 20. Februar 2009 auch diesen Track als Single. Sie erreichte Anfang März 2009 die deutschen Singlecharts.

## Diskografie
Alben
- 2010: Les Aventures de René la Taupe (als René la taupe)

Singles
- 2009: Scheiße, ich liebe dich
- 2009: Jammi Jammi
- 2010: Merde (als René la taupe)
- 2010: Mignon Mignon (als René la taupe)
- 2010: Tu parles trop (als René la taupe)
- 2010: Petit papa Noël (als René la taupe)
- 2011: Du redest zu viel
- 2011: Ou la la (als René la taupe)
- 2011: Rock la vie (als René la taupe)
- 2012: Arschgesicht
- 2012: T’as vu ta tête (als René la taupe)
- 2013: Get Nackig
- 2013: Tous a poil! (als René la taupe)